# Gran Premio motociclistico della Malesia 2009
Il Gran Premio motociclistico della Malesia 2009 corso il 25 ottobre, è stato il sedicesimo Gran Premio della stagione 2009 e ha visto vincere: Casey Stoner in MotoGP, Hiroshi Aoyama nella classe 250 e Julián Simón nella classe 125.
Al termine della gara della MotoGP, grazie al terzo posto ottenuto, Valentino Rossi si è laureato Campione del Mondo per la nona volta in carriera.

## MotoGP
Fonte:

### Arrivati al traguardo
| Pos | Nº | Pilota          | Squadra                 | Motocicletta | Giri | Tempo     | Griglia | Punti |
| --- | -- | --------------- | ----------------------- | ------------ | ---- | --------- | ------- | ----- |
| 1   | 27 | Casey Stoner    | Ducati Marlboro         | Ducati       | 21   | 47:24.834 | 4       | 25    |
| 2   | 3  | Dani Pedrosa    | Repsol Honda            | Honda        | 21   | +14.666   | 3       | 20    |
| 3   | 46 | Valentino Rossi | Fiat Yamaha             | Yamaha       | 21   | +19.385   | 1       | 16    |
| 4   | 99 | Jorge Lorenzo   | Fiat Yamaha             | Yamaha       | 21   | +25.850   | 2       | 13    |
| 5   | 69 | Nicky Hayden    | Ducati Marlboro         | Ducati       | 21   | +38.705   | 7       | 11    |
| 6   | 7  | Chris Vermeulen | Rizla Suzuki            | Suzuki       | 21   | +41.061   | 14      | 10    |
| 7   | 24 | Toni Elías      | San Carlo Honda Gresini | Honda        | 21   | +48.555   | 6       | 9     |
| 8   | 33 | Marco Melandri  | Hayate Racing           | Kawasaki     | 21   | +55.557   | 15      | 8     |
| 9   | 65 | Loris Capirossi | Rizla Suzuki            | Suzuki       | 21   | +1:00.303 | 5       | 7     |
| 10  | 36 | Mika Kallio     | Pramac Racing           | Ducati       | 21   | +1:00.440 | 12      | 6     |
| 11  | 44 | Aleix Espargaró | Pramac Racing           | Ducati       | 21   | +1:01.655 | 13      | 5     |
| 12  | 15 | Alex De Angelis | San Carlo Honda Gresini | Honda        | 21   | +1:01.847 | 10      | 4     |
| 13  | 5  | Colin Edwards   | Monster Yamaha Tech 3   | Yamaha       | 21   | +1:10.778 | 9       | 3     |
| 14  | 41 | Gábor Talmácsi  | Scot Racing             | Honda        | 21   | +1:15.851 | 17      | 2     |
| 15  | 52 | James Toseland  | Monster Yamaha Tech 3   | Yamaha       | 21   | +1:50.672 | 16      | 1     |

### Ritirati
| Nº | Pilota           | Squadra      | Motocicletta | Giri | Griglia |
| -- | ---------------- | ------------ | ------------ | ---- | ------- |
| 4  | Andrea Dovizioso | Repsol Honda | Honda        | 14   | 11      |
| 14 | Randy de Puniet  | LCR Honda    | Honda        | 1    | 8       |

## Classe 250
Fonte:

### Arrivati al traguardo
| Pos | Nº | Pilota              | Squadra                     | Motocicletta | Giri | Tempo     | Griglia | Punti |
| --- | -- | ------------------- | --------------------------- | ------------ | ---- | --------- | ------- | ----- |
| 1   | 4  | Hiroshi Aoyama      | Scot Racing                 | Honda        | 20   | 42:55.689 | 1       | 25    |
| 2   | 40 | Héctor Barberá      | Pepe World Team             | Aprilia      | 20   | +6.397    | 4       | 20    |
| 3   | 58 | Marco Simoncelli    | Metis Gilera                | Gilera       | 20   | +6.397    | 8       | 16    |
| 4   | 12 | Thomas Lüthi        | Emmi - Caffe Latte          | Aprilia      | 20   | +14.871   | 9       | 13    |
| 5   | 55 | Héctor Faubel       | Honda SAG                   | Honda        | 20   | +19.177   | 7       | 11    |
| 6   | 14 | Ratthapark Wilairot | Thai Honda PTT SAG          | Honda        | 20   | +19.567   | 6       | 10    |
| 7   | 6  | Alex Debón          | Aeropuerto-Castello-Blusens | Aprilia      | 20   | +20.255   | 11      | 9     |
| 8   | 52 | Lukáš Pešek         | Auto Kelly - CP             | Aprilia      | 20   | +34.561   | 17      | 8     |
| 9   | 25 | Alex Baldolini      | WTR San Marino              | Aprilia      | 20   | +50.937   | 14      | 7     |
| 10  | 73 | Shūhei Aoyama       | Racing Team Germany         | Honda        | 20   | +1:04.186 | 19      | 6     |
| 11  | 11 | Balázs Németh       | Balatonring Team            | Aprilia      | 20   | +1:08.917 | 20      | 5     |
| 12  | 17 | Karel Abraham       | Cardion AB Motoracing       | Aprilia      | 20   | +1:10.616 | 15      | 4     |
| 13  | 53 | Valentin Debise     | CIP Moto - GP250            | Honda        | 20   | +1:17.945 | 22      | 3     |
| 14  | 8  | Bastien Chesaux     | Matteoni Racing             | Aprilia      | 20   | +1:29.669 | 21      | 2     |
| 15  | 56 | Vladimir Leonov     | Viessmann Kiefer Racing     | Aprilia      | 20   | +1:43.536 | 23      | 1     |
| 16  | 48 | Shōya Tomizawa      | CIP Moto - GP250            | Honda        | 19   | +1 giro   | 16      |       |

### Ritirati
| Nº | Pilota            | Squadra           | Motocicletta | Giri | Griglia |
| -- | ----------------- | ----------------- | ------------ | ---- | ------- |
| 35 | Raffaele De Rosa  | Scot Racing       | Honda        | 16   | 10      |
| 16 | Jules Cluzel      | Matteoni Racing   | Aprilia      | 11   | 2       |
| 75 | Mattia Pasini     | Paddock GP Racing | Aprilia      | 11   | 12      |
| 63 | Mike Di Meglio    | Mapfre Aspar      | Aprilia      | 8    | 3       |
| 19 | Álvaro Bautista   | Mapfre Aspar      | Aprilia      | 6    | 5       |
| 15 | Roberto Locatelli | Metis Gilera      | Gilera       | 5    | 13      |
| 7  | Axel Pons         | Pepe World Team   | Aprilia      | 2    | 18      |
| 10 | Imre Tóth         | Toth Aprilia      | Aprilia      | 1    | 24      |

## Classe 125
Fonte:

### Arrivati al traguardo
| Pos | Nº | Pilota              | Squadra                 | Motocicletta | Giri | Tempo     | Griglia | Punti |
| --- | -- | ------------------- | ----------------------- | ------------ | ---- | --------- | ------- | ----- |
| 1   | 60 | Julián Simón        | Bancaja Aspar           | Aprilia      | 19   | 42:50.916 | 2       | 25    |
| 2   | 38 | Bradley Smith       | Bancaja Aspar           | Aprilia      | 19   | +1.114    | 3       | 20    |
| 3   | 44 | Pol Espargaró       | Derbi Racing            | Derbi        | 19   | +6.293    | 11      | 16    |
| 4   | 33 | Sergio Gadea        | Bancaja Aspar           | Aprilia      | 19   | +8.003    | 18      | 13    |
| 5   | 18 | Nicolás Terol       | Jack & Jones Team       | Aprilia      | 19   | +8.485    | 5       | 11    |
| 6   | 11 | Sandro Cortese      | Ajo Interwetten         | Derbi        | 19   | +10.188   | 4       | 10    |
| 7   | 12 | Esteve Rabat        | Blusens Aprilia         | Aprilia      | 19   | +15.114   | 6       | 9     |
| 8   | 29 | Andrea Iannone      | Ongetta Team I.S.P.A.   | Aprilia      | 19   | +22.151   | 13      | 8     |
| 9   | 6  | Joan Olivé          | Derbi Racing            | Derbi        | 19   | +26.388   | 7       | 7     |
| 10  | 8  | Lorenzo Zanetti     | Ongetta Team I.S.P.A.   | Aprilia      | 19   | +27.113   | 14      | 6     |
| 11  | 73 | Takaaki Nakagami    | Ongetta Team I.S.P.A.   | Aprilia      | 19   | +27.859   | 15      | 5     |
| 12  | 88 | Michael Ranseder    | CBC Corse               | Aprilia      | 19   | +34.838   | 23      | 4     |
| 13  | 35 | Randy Krummenacher  | Degraaf Grand Prix      | Aprilia      | 19   | +41.829   | 12      | 3     |
| 14  | 77 | Dominique Aegerter  | Ajo Interwetten         | Derbi        | 19   | +42.433   | 21      | 2     |
| 15  | 39 | Luis Salom          | Jack & Jones Team       | Aprilia      | 19   | +51.635   | 20      | 1     |
| 16  | 28 | Elly Ilias          | Air Asia Team Malaysia  | Aprilia      | 19   | +59.854   | 25      |       |
| 17  | 16 | Cameron Beaubier    | Red Bull KTM Moto Sport | KTM          | 19   | +1:07.131 | 24      |       |
| 18  | 53 | Jasper Iwema        | Racing Team Germany     | Honda        | 19   | +1:14.171 | 27      |       |
| 19  | 21 | Jakub Kornfeil      | Loncin Racing           | Loncin       | 19   | +1:27.651 | 28      |       |
| 20  | 23 | Zulfahmi Khairuddin | Air Asia Team Malaysia  | Yamaha       | 19   | +1:58.779 | 30      |       |
| 21  | 47 | Blake Leigh-Smith   | Degraaf Grand Prix      | Honda        | 19   | +2:06.062 | 29      |       |
| 22  | 19 | Quentin Jacquet     | Matteoni Racing         | Aprilia      | 18   | +1 giro   | 33      |       |

### Ritirati
| Nº | Pilota           | Squadra                 | Motocicletta | Giri | Griglia |
| -- | ---------------- | ----------------------- | ------------ | ---- | ------- |
| 24 | Simone Corsi     | Fontana Racing          | Aprilia      | 17   | 16      |
| 14 | Johann Zarco     | WTR San Marino          | Aprilia      | 17   | 22      |
| 7  | Efrén Vázquez    | Derbi Racing            | Derbi        | 17   | 9       |
| 87 | Luca Marconi     | CBC Corse               | Aprilia      | 14   | 31      |
| 10 | Luca Vitali      | CBC Corse               | Aprilia      | 13   | 32      |
| 93 | Marc Márquez     | Red Bull KTM Moto Sport | KTM          | 12   | 1       |
| 45 | Scott Redding    | Blusens Aprilia         | Aprilia      | 10   | 17      |
| 94 | Jonas Folger     | Ongetta Team I.S.P.A.   | Aprilia      | 10   | 10      |
| 71 | Tomoyoshi Koyama | Loncin Racing           | Loncin       | 2    | 26      |
| 17 | Stefan Bradl     | Viessmann Kiefer Racing | Aprilia      | 0    | 19      |
| 99 | Danny Webb       | Degraaf Grand Prix      | Aprilia      | 0    | 8       |